# Sommer-Paralympics 2020/Teilnehmer (Ruanda)
| stlisierte Goldmedaille | stlisierte Silbermedaille | stlisierte Bronzemedaille |
| ----------------------- | ------------------------- | ------------------------- |
| —                       | —                         | —                         |

Ruanda entsandte zu den Paralympischen Sommerspielen 2020 in Tokio 14 Athleten.

## Teilnehmer nach Sportart

### Leichtathletik
Männer:
- Hermas Muvunyi[1][2]

Frauen:
- Claudine Uwitije[3]

### Sitzvolleyball
Frauen:
- Liliane Mukobwankawe (Mannschaftskapitänin)
- Claudine Bazubagira
- Carine Kwizera
- Sandrine Nyirambarushimana
- Solange Nyiraneza
- Agnès Nyiranshimiyimana
- Claudine Murebwayire
- Clementine Umutoni
- Hosiana Mulisa
- Chantal Mutuyimana
- Marie Louise Mugirwanake[6]
- Zaninka Nikuze[7]